# Arthrovertex coineaui
Arthrovertex coineaui är en kvalsterart som först beskrevs av Fernández och Cleva 200.  Arthrovertex coineaui ingår i släktet Arthrovertex och familjen Scutoverticidae. Inga underarter finns listade i Catalogue of Life.